# Vol Hewa Bora Airways 122
 (juin 2008).
Le 15 avril 2008, un Douglas DC-9-51 de la compagnie congolaise Hewa Bora Airways (HBA) effectuant la liaison entre Goma et N'Djill, en passant par l'aéroport de Bangoka, s'écrase lors du décollage à Goma, dans l'est de la république démocratique du Congo, au sud de l'aéroport international de Goma,. Le crash est dû à une sortie de piste résultant d'une avarie du moteur no 1 de l'appareil.

## Contexte
L'Union européenne a placé toutes les compagnies aériennes de la RDC sur une liste noire, HBA inclus.
Le réseau routier n'est pas assez développé, alors la plupart des mouvements se font par l'air.
Les marchés se situent en règle générale près des aéroports. Deux précédents de ce type d'accident se sont produits en 1996 (en) et octobre 2007 (en) à l'aéroport de Kinshasa

## Raccourcissement de la piste 18/36 de l'aéroport
En 2002, le volcan Nyiragongo entre en éruption et détruit la partie nord (orientation 36/18) de la piste de l'aéroport international de Goma. La distance utilisable pour les décollages et les atterrissages s'en trouve donc réduite à 1995 m. Cette distance est suffisante pour permettre le décollage d'un DC-9 ayant une masse au décollage inférieure à 45t contrairement aux 55t habituelles.
Selon un autre rapport, la distance réelle utilisable par les aéronefs se trouve dans une fourchette allant de 1600 à 1800 m, rendant ainsi le poids maximal de l'avion au décollage égal à 42 t.

## Déroulement et enquête
L'avion s'aligne sur la piste 18 de l'aéroport de Goma et est autorisé à décoller. D'après le rapport de l'enquête [réf. nécessaire], le moteur 1 prend feu au bout de 300m et explose. L'avion ne peut pas s'arrêter sur la piste et finit sa course dans un marché au sud de la piste 36 sur des maisons et des boutiques du marché Birere localisées sur l’avenue du 20-Mai à 12h30 UTC. Sur une vidéo diffusée par CNN, il est possible de voir qu'au moment du décollage, l'inverseur de poussée du moteur était déployé. Selon les dires du pilote de l'appareil, ce dernier aurait tenter d'interrompre le décollage de l'appareil et aurait ensuite perdu le contrôle de l'appareil.
Les premières équipes de secours incluent des agences internationales (le MONUC, le Bureau de la coordination des affaires humanitaires l'OCHA, l'UNICEF ou encore l'Organisation mondiale de la santé) mais aussi Médecins sans frontières France et la Croix-Rouge. Des membres du 6th Battalion of the Sikh Light Infantry, de l'armée indienne, postés dans les environs et une brigade du MONUC ont sauvé 6 personnes et extrait 18 corps. Ces équipes ont permis de maîtriser l'incendie et de retrouver les deux boîtes noires de l'appareil à savoir l'enregistreur de paramètres (FDR) et l'enregistreur phonique (CVR).
L'enquête montre que l'aéroport ne disposait pas de service de lutte contre les incendies[réf. nécessaire] et qu'HBA utilisait différents types d'avions relativement âgés (31 ans pour l'avion accidenté).

## Bilan humain
Les premiers rapports indiquent qu'il y aurait entre 60 et 70 passagers à bord de l'appareil, mais sans parvenir à donner un chiffre précis et unique,. Les officiels arrivent à la conclusion que les personnes décédées ne sont pas des passagers de l'appareil. En fait, un seul passager décède durant cet accident.
Le rapport remis à l'ambassade des États-Unis indique que l'appareil transportait 79 passagers et 5 membres d'équipage. Tout l'équipage est rescapé de cet accident.
Trois jours après, 42 personnes sont retrouvées mortes et la recherche des corps se poursuit.
Le Métropolite Ignatios d'Afrique centrale est l'un des rescapés. Un autre étranger qui a survécu est un employé d'Alcatel, Selami Mordeniz.
Le quatrième jour, deux nouveaux corps sont retrouvés, portant le nombre de victimes à 44. Il passe à 47, le 19 avril, lors de la récupération d'un autre corps et du décès de deux personnes de la suite de leurs blessures à l'hôpital.
La clinique Heal Africa a reçu des blessés.
Médecins sans frontières annonce qu'un de leurs membres est décédé à la suite du crash, car sans nouvelles de cet individu pendant 48 h.

## Conséquences
À Kinshasa, Le Phare, rapporte que les aéroports dans tout le pays utilisent encore des infrastructures de plus de cinquante ans d'âge, construits par les Belges.
Deux jours après la tragédie, le gouvernement pris la décision de réparer la piste, coupée par le volcan en janvier 2002,.

Le Réseau national des organisations non gouvernementales des droits de l’homme de la république démocratique du Congo (Renadhoc) accuse le gouvernement de la république du Congo : 

« La responsabilité du crash d’un DC 9 de la compagnie Hewa Bora Airways le 15 avril dernier à Goma est d’abord imputable au gouvernement congolais, selon le Renadhoc, Réseau national des organisations non gouvernementales de droits de l’homme en RDC. »

— Radio Okapi 2008-04-21